# Simbaci I Hetumian
Simbaci (1277 - vers 1310) fou rei del Regne Armeni de Cilícia, fill de Lleó III, que va usurpar el tron en absència dels seus germans Hethum II (rei principal) i Toros III (rei associat) que eren a Constantinoble. Va tenir el suport del seu germà Constantí que exercia un càrrec incert però sens dubte amb gran poder a la cort. La seva mare fou Kirana de Lampron i va pertànyer a la dinastia hethumiana.
El 1296 Hethum II i Toros III van anar a Constantinoble on la seva germana Rita d'Armènia es va casar amb l'hereu imperial Miquel IX Paleòleg, associat al tron pel seu pare Andrònic II Paleòleg. Durant la seva absència Simbaci fou proclamat rei amb el suport de Constantí, i després va fer presoners als seus germans quan tornaven, prop de Cesarea, i els va tancar a Partzerpert on Hethum fou parcialment cegat (1297) i Toros assassinat (1298) per ordre de Simbaci (ordre que va executar un parent de nom Oshin, que era generalíssim d'Armènia).
Per raons desconegudes Constantí III es va posar en contra del seu germà i el va deposar i va assolir la corona temporalment, fins que Hethum, que havia estat alliberat, es curés de la seva ceguera parcial, i pogués reassumir el tron. Hethum va acceptar la corona el 1299.
Poc després de pujar de nou al poder Hethum II, Constantí se'n va penedir. Simbaci va tornar a conspirar amb el seu germà per reassumir el tron, però el complot fou descobert. Constantí i Simbaci foren empresonats i van morir a la presó en data desconeguda als primers anys del segle xiv.